# Железнодорожный транспорт в Республике Конго

Карта действующих линий в Республике Конго

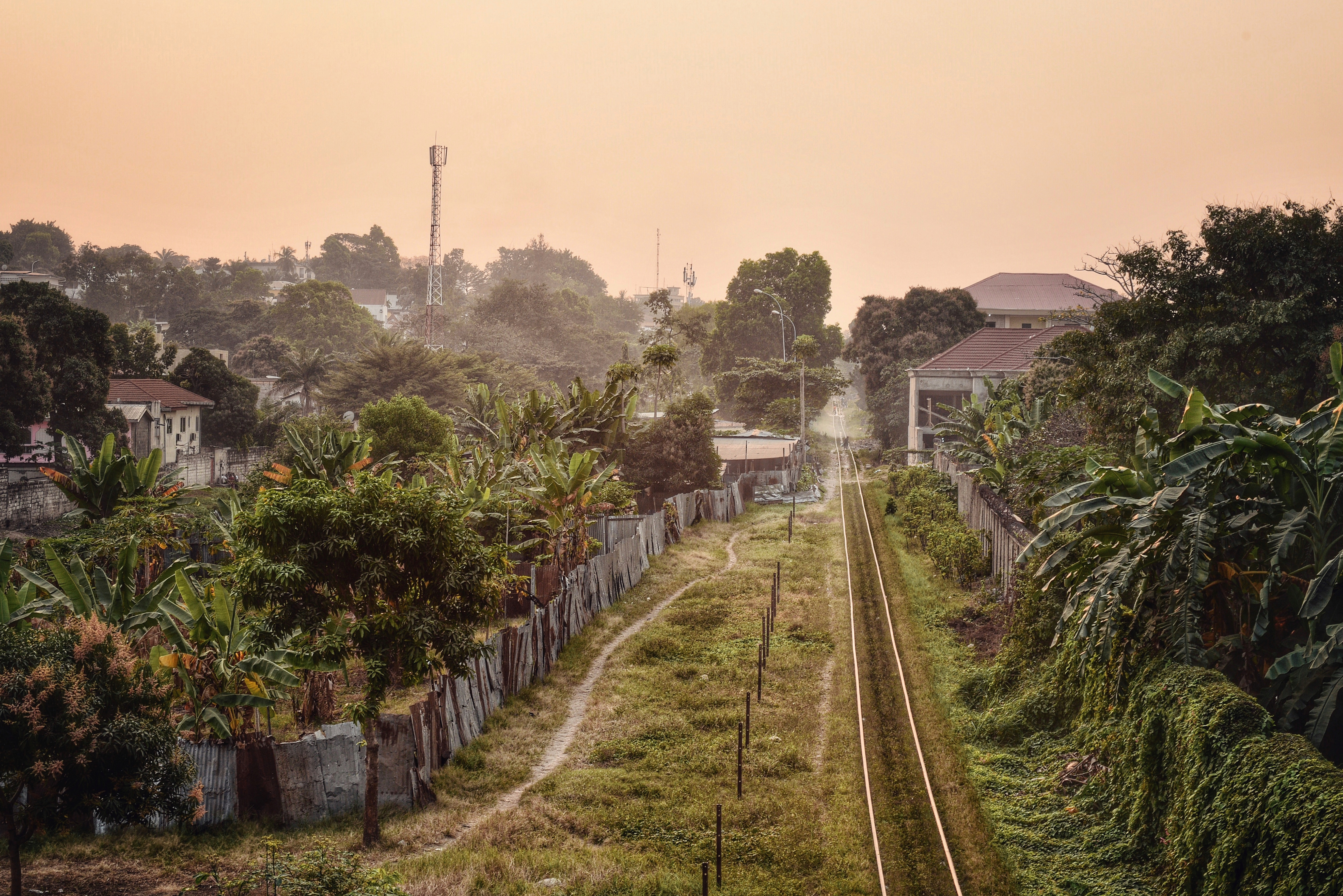
Железнодорожный путь в Браззавиле

Железнодорожный транспорт в Республике Конго слабо развит. Используемая ширина колеи — 1067 мм (капская колея). В стране нет электрифицированных линий. На 2014 год действующая протяжённость линий страны равнялась 510 км (113-е место в мире), общая же длина железнодорожной сети была 886 км (в некоторых источниках указывается 795 км). Железная дорога используется, в основном, для перевозки леса и пассажиров, в меньшей степени нефтепродуктов и руды.
Оператором выступает государственная компания «COR», но в рамках обязательств, взятых конголезским правительством перед Всемирным банком и Международным валютным фондом, она должна перейти в частные руки или коммерческую структуру (консорциум). Среди потенциальных покупателей назывались такие компании, как южноафриканская Sheltam Mvela и консорциум нескольких фирм (Maersk, Bolloré Investments и SNCF).

## История

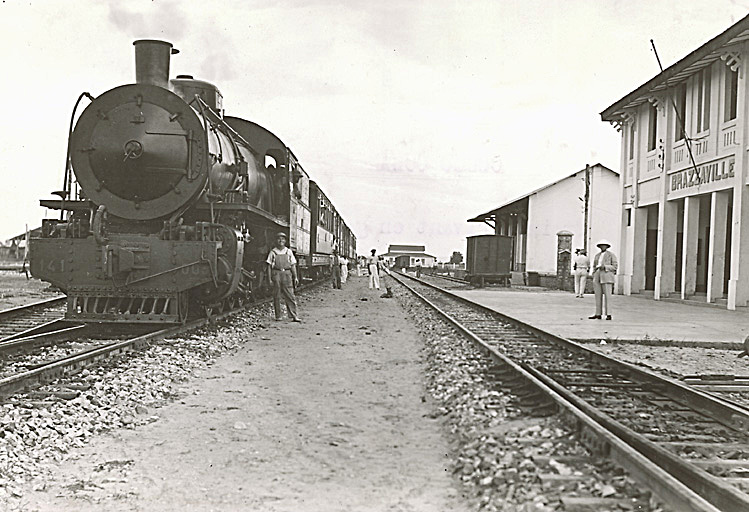
Станция Браззавиль, FR CAOM 30Fi73/30, декабрь 1932 года

В 1921 году был заключён контракт с французской строительной компанией Société de Construction des Batignolles на строительство железной дороги Браззавиль — Пуэнт-Нуар («Конго — Океан» фр.  Chemin de fer Congo-Océan (CFCO)). Строительство было полностью закончено в 1934 году. Линия включила в себя туннель Бамба (1690 метров) и 14 железобетонных мостовых переездов. По оценкам, за время строительства, умерло более 17 000 рабочих-строителей от несчастных случаев и болезней.
В 1959 году был открыт филиал железной дороги в городе Мбинда для строительства железнодорожной ветки Мбинда — Пуэнт-Нуар. В 1962 году строительство было закончено с частичным использованием линии «Конго — Океан». Она предназначалась для перевозки марганцевой руды с разработок на юго-востоке Габона в порт Пуэнт-Нуар для перегрузки там на суда в интересах горнорудной компании Compagnie minière de l'Ogooué (COMILOG). Примечательно то, что руда доставлялась из Габона до Мбинды по 76 км канатной дороге, одной из самых длинных в мире на тот момент (COMILOG Cableway). Эта же компания выступила оператором этой железнодорожной ветки, которая получила название «Комилог». С 1986 года перевозка руды по этой ветке практически прекратилась по причине строительства в Габоне собственной железнодорожной ветки до Моанды. Тем не менее, она оставалась действующей, транспортируя небольшое количество грузов и пассажиров.

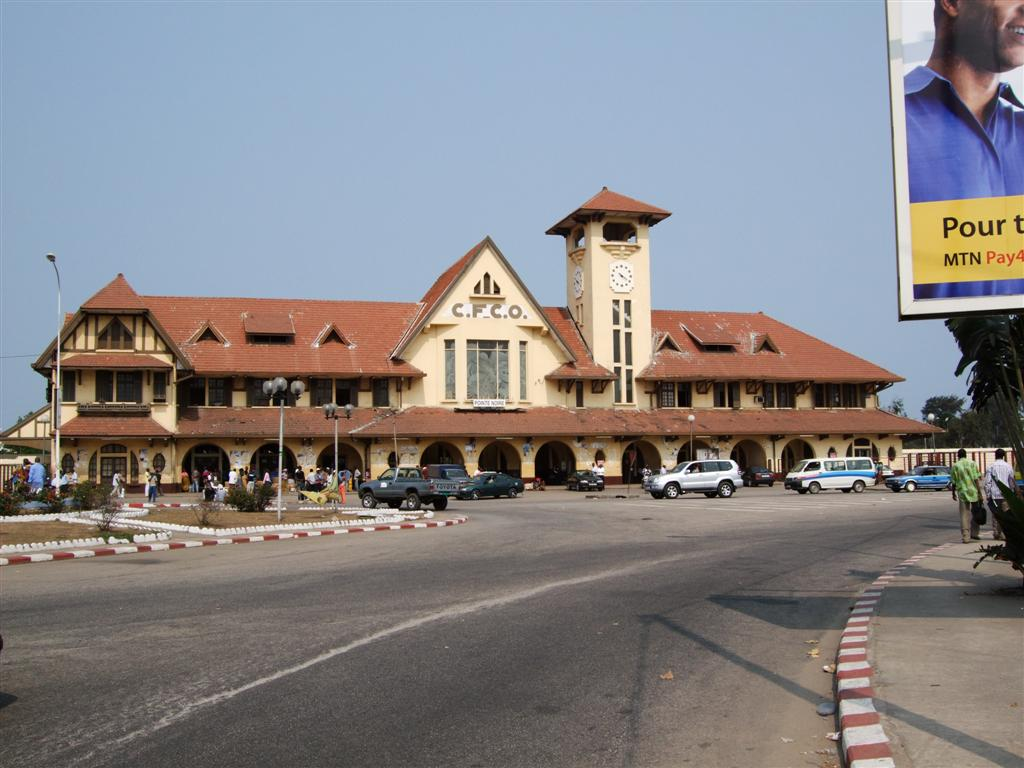
Железнодорожный вокзал в Пуэнт-Нуар

С началом гражданской войны в 1997 году железная дорога была полностью закрыта на шесть лет. Возобновлению эксплуатации железной дороги после завершения войны в 1999 году мешала ветхость подвижного состава, повреждения инфраструктуры в ходе гражданской войны, размытие части пути после наводнения и нехватка топлива для тепловозов. Регулярное движение по железной дороге возобновилось только в 2004 году.
12 апреля 2007 года в издании Engineering News появилось сообщение, что южнокорейский консорциум CMKC Group достиг соглашения с правительством республики по строительству нового участка железнодорожного пути, общей протяженностью 800 км, который свяжет Браззавиль и Весо — столицу региона Сангха на северо-западе страны. Начало работ по строительству предполагалось начать в 2009 году. Дорога была бы построена за счёт корейского консорциума в обмен на 30-летний контракт по добыче газа, железной руды и заготовке леса. Технико-экономическое обоснование должно было быть проведено до подписания окончательного соглашения с правительством и начала строительных работ. Известно, что первая очередь будет проложена до города Джамбала.

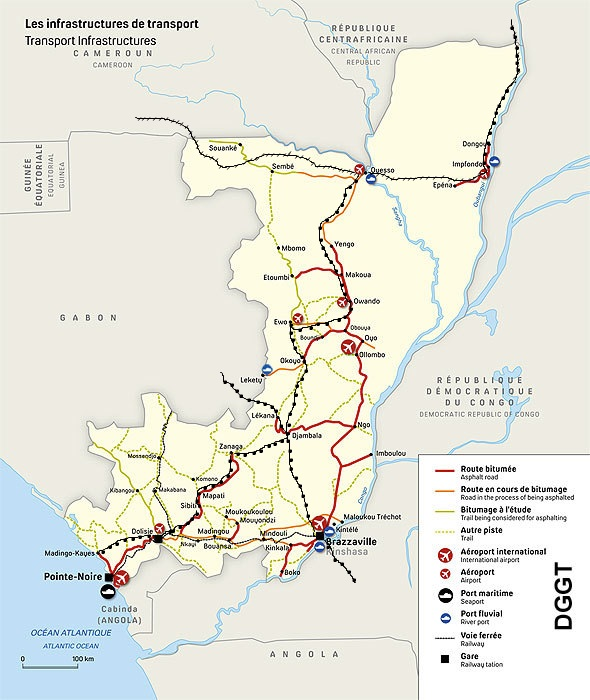
Карта существующих и планируемых железнодорожных линий

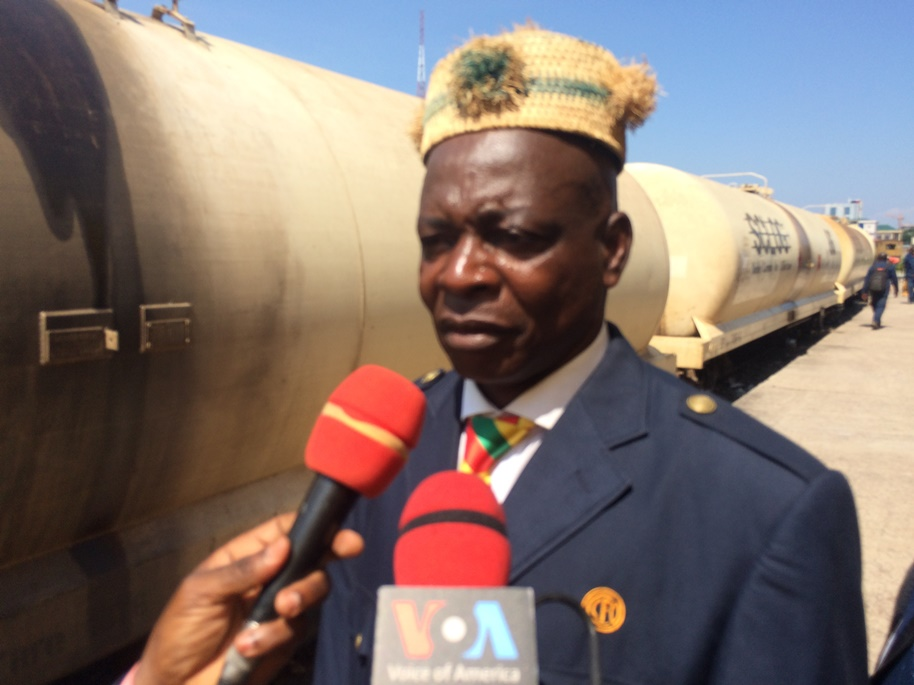
Начальник железнодорожной станции Браззавиль во время приёма первого состава после окончания конфликта, 28 ноября 2018 года

В 2011 году было объявлено, что компания Africa Iron близка к заключению 25-летнего контракта на транспортировку руды из Мбинды в Пуэнт-Нуар по ветке «Комилог».
В 2012 году был представлен фирменный пассажирский поезд «фр. La Gazelle» железной дороги «Конго — Океан» для поездок между Браззавилем и Пуэнт-Нуар. Он останавливается на 9 крупных промежуточных станциях.
В начале 2015 года железная дорога «Конго — Океан» приобрела 10 локомотивов EMD GT38AC производства компании Electro-Motive Diesel (Манси, штат Индиана). Они были введены в эксплуатацию летом этого же года. В 2016 году движение было прервано из-за начавшейся войны в департаменте Пул (Pool War между правительственными силами и ополченцами (ниндзя). 28 ноября 2018 года из Пуэнт-Нуар в Браззавиль прибыл первый поезд доставивший топливо, тем самым ознаменовав окончание очередного конфликта и начала работы железной дороги.

## Маршрутная сеть
- «Конго — Океан», т.е., Браззавиль  — Пуэнт-Нуар. Длина линии: 512 км (318 миль). Рабочая скорость: 40 км/ч (25 миль в час).
- «Комилог» т.е., Мбинда — Мон Бело (Mont Bélo) — Пуэнт-Нуар. Длина линии: 285 км (177 миль). Рабочая скорость: 40 км/ч (25 миль в час).

## Подвижной состав

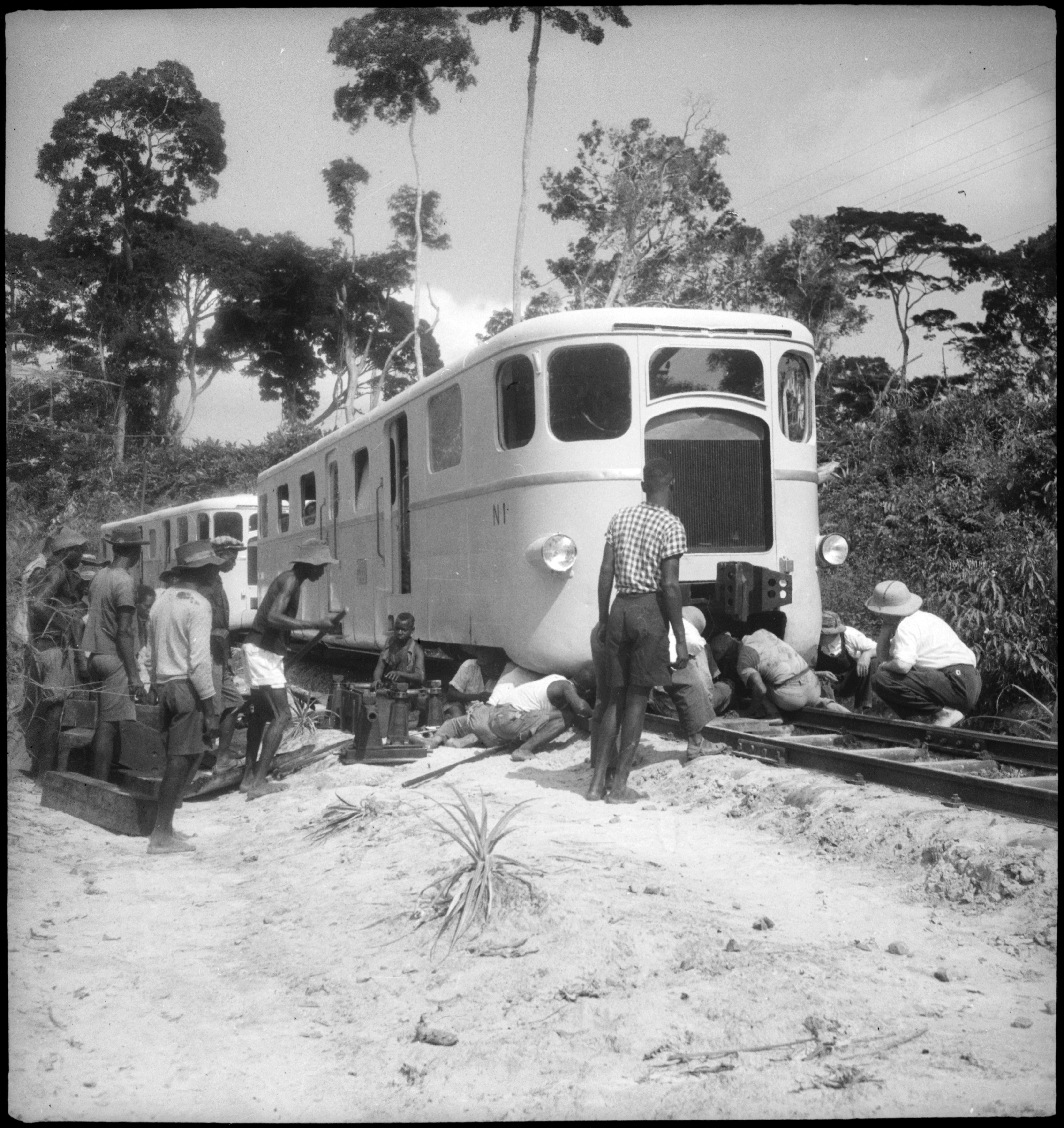
Локомотив Micheline

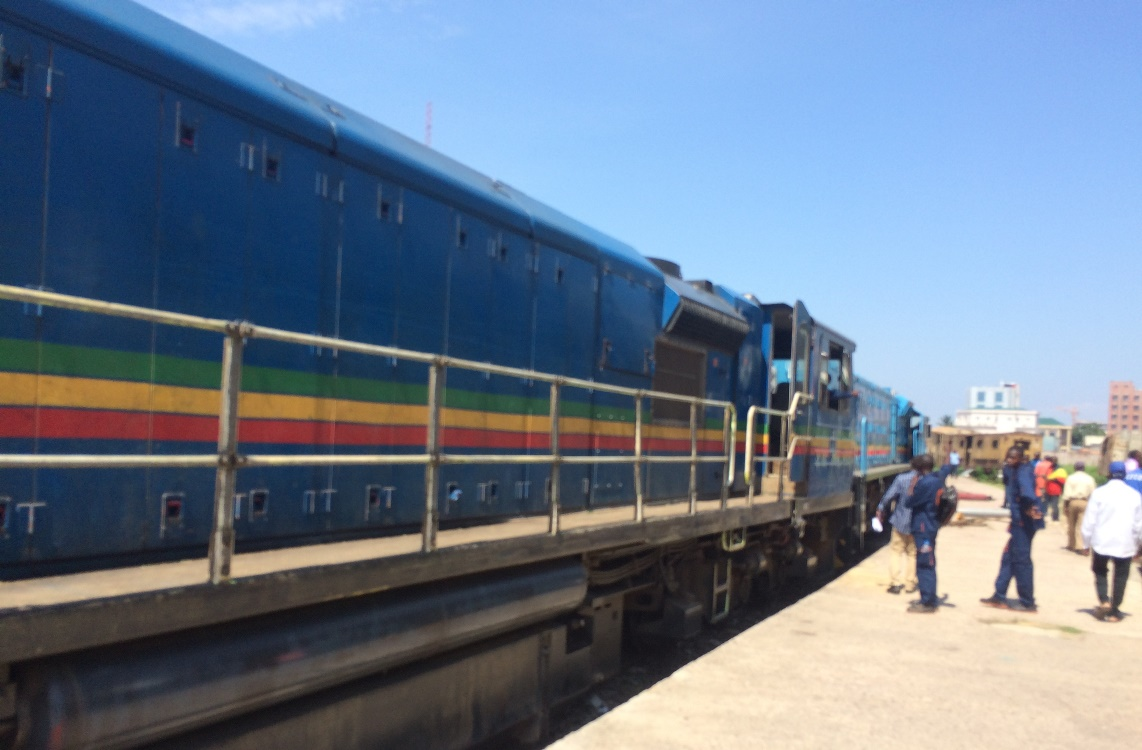
Тепловоз EMD GT38AC

Первыми используемыми паровозами стали «Микадо» (по классификации Уита: 2-8-2).
В 1940-х годах использовались французские локомотивы Micheline
С 1960-х годов на железной дороге эксплуатировались тепловозы компании Golwé, выпускавшиеся во Франции специально для стран Западной Африки.
С 2012 года используется фирменный пассажирский поезд «фр. La Gazelle» корейского производства, который включает в себя пассажирские вагоны и вагон-ресторан с баром. Вагоны снабжены кондиционерами и электрическими розетками для бытовых нужд.
С 2015 года работают 10 локомотивов EMD GT38AC производства компании Electro-Motive Diesel.

## Железнодорожные связи со смежными странами
- Ангола — нет — одинаковая колея 1067 мм.
- Демократическая Республика Конго — нет — одинаковая колея 1067 мм.
- Габон — нет — смена колеи с 1067 мм на 1435 мм.
- Камерун — нет — смена колеи с 1067 мм на 1000 мм.
- Центральноафриканская Республика — нет действующих железных дорог (на 2021 год).

## Железная дорога Республики Конго на телевидении
В 2012 году железная дорога Конго-Океан была показана в серии телепередач «Крис Таррант: Экстремальные железные дороги» (Chris Tarrant: Extreme Railways).

## Катастрофы и происшествия
- 19 августа 1924 года во время прохода состава рухнул мост. Во время крушения погибло 29 человек[2].
- 6 сентября 1991 года пассажирский поезд следовавший из Пуэнт-Нуар в Браззавиль столкнулся с грузовым поездом перевозившим лес недалеко от станции Мвоунгути (департамент Куилу). Погибло 133 человека.
- 10 января 2001 года на участке Пуэнт-Нуар — Лубомо, недалеко от станции Мвоунгути, столкнулись два грузовых поезда, также перевозивших пассажиров. Погибло около 50 человек.
- 22 июня 2010 года на участке между Билинга и Читонди, неподалёку от станции Янга, из-за превышения скорости сошел с рельсов поезд, в результате чего погибли 76 человек. Погибших и раненых доставили в больницы Пуэнт-Нуар[3][4].